# Vendeta în spațiul islamic
Vendeta, în limba arabă ṯa’r - ثأر -, reprezintă o feudă (învrăjbire) între familii (clanuri, triburi) care pornește de la o crimă pe care un membru al familiei, tribului etc., o săvârșește asupra unui membru al celeilalte familii, iar rudele victimei doresc să răzbune moartea acesteia, omorând fie responsabilul crimei, fie o rudă a sa. Responsabilitatea vendetei cade de obicei asupra rudei de sex masculin, cea mai apropiată de victimă, dar pot participa și alți membrii ai familiei. Dacă responsabilul crimei nu este găsit, sau moare între timp, răzbunarea se poate extinde asupra rudelor sale.

## Originile acestei practici
În contextul antic ebraic, era considerată datoria individului și a familiei de a răzbuna răul în numele lui Dumnezeu. Cel care îndeplinea legea vărsării de sânge și omora criminalul, primea numele de răzbunător de sânge: “răzbunătorul sângelui să omoare pe ucigaș; când îl va întâlni, să-l omoare” (Numeri, 35:19).

În Peninsula Arabică, în perioada pre-islamică, era o absența totală a organizării politice de orice formă. Cu excepția Yemenului în sud-vest, nicio parte a Arabiei nu avea un guvern, și, așadar, nici legi sau ordine. Populația recunoștea autoritatea șefilor triburilor lor. 

## Vendeta după apariția islamului
Vendeta, alături de atacuri, prăzi, jafuri și răzbunări, era unul din relele inerente în fiecare sistem al vieții beduine. Sângele cere sânge și conflictul poate dura chiar și 40 de ani, așa cum s-a întâmplat în unele cazuri. Lupta pentru existență era intensă și rareori beduinii stăteau liniștiți. Într-un mediu social caracterizat în mod primar prin războaie inter-tribale, și jafuri organizate de bărbații conducători ai triburilor, statutul femeii era delimitat la a rămâne inferior. Singura lege era lipsa legii. Dacă o infracțiune era comisă, partea vătămată își făcea singură legea și încerca să o administreze asupra contravenientului. Astfel, acest sistem ducea adesea la numeroase acte sângeroase. Spiritul de clan, asabiyya, avea prioritate în fata eticii, iar un trib care eșua în a-și proteja membrii săi de dușmani, se expunea ridicolului, calomniei și disprețului. În cazul în care un bărbat omora pe cineva din propriul trib, nu găsea apărare din partea nimănui și fie era omorât de cineva din trib, fie devenea proscris și își căuta refugiu într-un trib străin. Deși în teorie un om plătea moartea altuia și astfel vendeta era îndeplinită, răzbunarea neînfrânată putea să aibă loc de ambele părți. În consecință, au fost impuse anumite practici religioase și sociale, ca să asigure măsuri de restrângere a vărsării de sânge. În timpul celor patru luni sfinte trebuia să domnească pacea. Nu numai că nu exista război (mai ales în timpul lunii de primăvară rağab), dar criminalii erau în siguranță în această perioadă. De asemenea, locurile sacre erau refugii pentru ei; cu toate acestea, Mecca și zona înconjurătoare era singurul loc sacru acceptat de toți. Și femeile puteau să asigure protecție, aruncându-și mantaua asupra celui amenințat. Odată cu sosirea Profetului Muhammad, și căderea, cel puțin parțială, a vechiului sistem de organizare, s-a pus întrebarea dacă e suficient de convingător, de puternic, pentru a impune schimbări radicale. După ce a ajuns la Medina, Muhammad a dat anumite reguli care să guverneze relațiile între comunitățile mixte care trăiau acolo, și să creeze o comunitate religioasă, 'umma, unde singura formă legitimă de război era aceea în numele lui Dumnezeu, iar crima nu mai avea legătură cu rudele de sânge. Tot printre reguli se numără și plata unei sume de bani în schimbul crimei produse de membrii triburilor. Totul se rezumă la diferența între credincioși și necredincioși. Într-o așa zisă constituție, se afirmă că “un credincios nu omoară un credincios din cauza unui necredincios, și nu ajută un necredincios împotriva unui credincios”, ” , și mai detaliat că “atunci când cineva omoară un credincios, dovada fiind clară, atunci el riscă sa fie ucis in represalii, doar dacă reprezentantul celui ucis nu se mulțumește cu plata unei sume de bani. Credincioșii sunt împotriva criminalului, nimic nu li se permite, decât să i se opună lui”.

## Vendeta conform Coranului
Mai multe versete medineze din Coran tratează acest subiect:
“O, voi cei ce credeți! Răzbunarea celor omorați v-a fost prescrisă: om liber pentru om liber, rob pentru rob, femeie pentru femeie. Cel căruia i s-a iertat întrucâtva de către fratele său să urmeze buna cuviință și să-l despăgubească bine, căci aceasta este ușurare și milostivenie de la Domnul vostru. Cel care va încălca apoi legea va avea osândă dureroasă” (Sura II:178)

“Nu se cade unui credincios să ucidă un alt credincios, doar din greșeală. Cel care a ucis un credincios din greșeală, va slobozi un rob credincios și va plăti prețul sângelui familiei celui mort, însă aceasta să nu-l dea apoi ca milostenie. Dacă credinciosul ucis era dintr-o tabără dușmană, ucigașul va slobozi un rob credincios. Dacă era dintr-o tabără cu care ați făcut vreun legământ, atunci ucigașul va plăti prețul sângelui familiei celui mort și va slobozi un rob credincios. Cel care nu are putința aceasta, va posti două luni neîntrerupte, ca semn al căinței cerute de către Dumnezeu. Dumnezeu este Știutor, Înțelept. Cel care, voit, ucide un credincios va avea Gheena ca răsplată, unde va veșnici” (Sura IV:92,93)

“Nu ucideți omul, căci Dumnezeu v-a oprit aceasta, ci doar intru dreptate. Dacă cineva este ucis pe nedrept, Noi ii dăm oblăduitorului său  împuternicire, însă să nu ucidă în neștire! Da, el va fi ajutat!” (Sura XVII:33)

## Vendeta în perioada modernă
Odată cu trecerea secolelor, această practică a vendetei nu a suferit schimbări aproape deloc, deși e considerată un obicei primitiv. Astfel, fie că vorbim de ğahiliyya, de secolul VII, al apariției islamului, sau de secolul XXI, oamenii încă își fac dreptate pe principiul “ochi pentru ochi și dinte pentru dinte”.

În zone musulmane, vecine spațiului arab, precum Eritrea sau Afghanistan, unde šarī’a stă la baza legii, totuși sistemul tribal nu a dispărut definitiv. Acolo, în cazul unei vărsări de sânge, răzbunătorul era ales dintre bărbații care aveau legătura de sânge cu victima de până la gradul șapte. Exista o ierarhie, primul, în linie era bărbatul cu legătura de sânge cea mai apropiată de cel decedat, dacă nu exista niciunul, atunci copilul adoptat, apoi sclavul. Câteodată chiar și tovarășul de călătorie al victimei avea acest drept, sau oricare membru al satului, dacă decedatul nu avea rude. Ținta trebuia să fie o rudă de sânge masculină, cu criminalul și să aibă o vârstă apropiată de cea a victimei. Oamenii cu dizabilități nu puteau deveni ținte. Dacă rudele victimei nu știau cine este criminalul, și acesta nu își prezenta fapta, atunci oricare rudă a sa putea fi omorâtă, în special pe cineva cu legătura de sânge de până la gradul 7, ca și în cazul răzbunătorului. O pedeapsă severă pentru criminal era aceea de a fi exclus din trib, ruperea legăturilor tribale era echivalentă cu dezarmarea sa. Dacă era ucisă o femeie, răzbunarea venea din partea rudelor, dar nu din partea soțului. Astfel, răzbunarea putea fi cerută și îndeplinită de frați, fii, de unchiul sau de verișori din partea mamei. Restul comunității intervenea numai când era vorba de împăcarea triburilor. Cât despre ținta răzbunării, se luau în considerare rudele criminalului din partea mamei, până la a treia generație, inclusiv copiii de ambele sexe. Nu li se permitea femeilor să participe la vendetă, nici ca răzbunătoare, nici ca ținte. Femeile care intrau în familie prin căsătorie, cu atât mai mult erau excluse, pentru că nu aveau legătură de sânge. Femeile care părăseau familia, tot prin căsătorie, erau de asemenea excluse. Dacă o femeie era responsabila crimei, putea fi considerată o țintă doar dacă avea același statut marital și personal cu al victimei, iar dacă o femeie omora altă femeie cu statut marital sau personal diferit de al său, era țintită o rudă a criminalei, cu un statut asemănător cu cel al victimei. Intenționată sau nu, crima era tratată în același fel, exista o pedeapsă egală impusă de tribul celui ucis, asupra ucigașului și tribului său, nu se lua în considerare dacă a fost o crimă voluntară, vârsta vinovatului sau condițiile în care a avut loc crima. 

Un alt obicei este ca în schimbul răzbunării, tribul din care aparținea vinovatul, să ofere fete tinere în căsătorie tribului victimei, și să pună capăt vendetei. Fata trebuia să aibă aceeași linie de sânge cu vinovatul, pe care viitorul mire o avea cu victima. Se considera că astfel numărul membrilor familiei victimei urma să fie restabilit, fata era oferită ca o compensare, mai ales că putea da naștere unui copil, în schimbul victimei. Noile legături de sânge create prin naștere împiedicau continuarea vendetei, care putea să conducă la o înlănțuire de crime.

Unele răzbunări se întind pe secole, iar cei implicați ajung să nu mai cunoască motivul lor. Un caz povestit în 1820 de Imam Șamil, musulman din Daghestan, data de mai bine de trei secole. Totul pornise de la o găină furată de un sătean de la vecinul său. La rândul său, vecinul i-a luat o oaie. Primul hoț a continuat prin a-i fura două oi, care s-a răzbunat a doua oară, luându-i o vacă. Apoi primul hoț i-a furat vecinului un cal. Acesta din urmă, nemaiavând ce sa-i fure, care să compenseze pierderea sa, l-a omorât. Sângele cerea sânge, și cum criminalul nu era de găsit, rudele celui ucis, în conformitate cu obiceiul local, i-au omorât cea mai apropiată rudă a criminalului. Deși îndeplinită, vendeta a continuat trei secole, timp în care au existat sute de victime, pentru a menține onoarea, și toate din cauza unei găini. Câțiva ani mai târziu, în aceeași regiune, într-o sală unde se aflau paisprezece persoane, a început o luptă care din care un singur om a supraviețuit. Motivul era același, deși vendeta avuse loc mai demult, membrii familiilor încă se considerau dușmani.

## Studii ale cercetătorilor
Sociologul Max Weber considera vendeta o instituție universală, care aparține logicii tuturor popoarelor și culturilor. Cu excepția orașelor, conform lui Weber, Orientul nu a știut niciodată prea mult despre ordinea impusă de poliție, de exemplu. Orașul tradițional oriental, construit în special în scopuri administrative, a instalat, poate, în teorie, ordinea poliției, dar eficacitatea sa încetează la scurt timp, în spatele pereților orașului. Sociologul concluzionează că vendeta are o anumită ordine socială, dar în societăți non-moderne. În opinia sa, poliția este un fenomen occidental pentru că doar în vest s-a dezvoltat un asemenea grad de rațiune, încât sentimentul pasionant al onoarei sau al furiei a fost înlocuit de logică și disciplină. Vendeta reprezintă în istoria mondială, nucleul politic al dezvoltării culturale, iar modernitatea și poliția modernă nu pot fi înțelese dacă nu este luată în calcul vendeta.

Alți cercetători consideră vendeta  o amenințare a principiului de personalizare a sancțiunii. Badouin Dupret s-a ocupat de studiul vendetei în Egipt, și de cum este aplicată legea acolo. Practica vendetei urmează reguli precise, tradiționale, formate dintr-un lanț de acțiuni egale și reciproce, adică acțiuni care cauzează un rău egal. Autorul unui omor prin imprudență, fără să conteze din ce motiv a fost comis, trebuie să moară în mâinile unei rude apropiate a victimei (tată, frate, unchi, verișor), astfel încât sângele victimei să fie spălat și onoarea familiei restabilită. Însă această moarte va cauza alta moarte, și tot asa, într-un lanț de crime de răzbunare, care se întind pe zeci de ani și implică mai multe generații. În ceea ce privește răzbunarea, nu există limită de timp. Timpul scurs de la prima crimă nu reduce sau absolvă responsabilitatea sau pedeapsa autorului. O singură crimă conduce la o ură de durată între familii, sau chiar comunități. Un atac împotriva membrului unui grup constituie o agresiune împotriva fiecărui membru și rușinea îi afectează pe toți și se cere o răzbunare colectivă. A nu răspunde unei familii și a așteptării sociale, refuzând astfel urmarea tradițiilor duce la dezonorare și pierderea rolului la care individul aspiră. Chiar această aspirare a unui rol și conturarea onoarei reprezintă centrul procesului de căutare a individualității sociale. Violența reprezintă un factor de integrare in cultura locală. Nu contează că merge împotriva legilor și că autorul unui astfel de fapt riscă să fie arestat, în măsura în care asta va permite integrarea deplină în grup: în familie și în comunitatea sătească. Răzbunarea prin vărsarea de sânge se bazează pe concepția persoanei care este puternic diferită de individualismul modern ce stă la baza dreptului penal de stat. Excepția principiului personalizării provine din faptul că dacă cineva nu poate omorî făptuitorul individual al primei crime, atunci poate omorî orice membru al familiei, chiar dacă acela nu are nicio legătură cu crima. În același timp, orice membru al respectivei familii poate fi omorât deoarece își asumă unul altuia responsabilitatea. Astfel, dacă persistența actelor de răzbunare în Egipt dovedește că legea nu este niciodată pe deplin eficientă, vorbește și mai convingător de existență, în cadrul statului, a unui pluralism normativ inspirat de pluralismul social. Practicile continue ale vendetei și ‘urf  (obiceiurilor) consolidează eficacitatea și eficiența presiunii familiei, comunității și satului asupra membrilor grupului. Numai atunci când nu mai există nimic ontologic real în spatele unei persoane individuale, atunci noțiunea de lege nu se mai referă la o ordine socială și naturală, ci la o ființă particulară individuală, în sensul modern al cuvântului. Cu toate acestea, în Egiptul de Jos, ordinea socială și domestică depășește de multe ori individul asupra căruia se aplică, așa cum încă asociază reguli cu structuri de grup, și nu cu individualitatea unei persoane văzute ca o entitate distinctă de grupul social. 